# Чемпионат СССР по боксу 1987
53-й чемпионат СССР по боксу проходил 5 — 18 февраля 1987 года в Каунасе (Литовская ССР).

## Медалисты
| Весовая категория                   | Золото                        | Серебро                         | Бронза                                                  |
| ----------------------------------- | ----------------------------- | ------------------------------- | ------------------------------------------------------- |
| Первый наилегчайший вес (до 48 кг)  | Ншан Мунчян Ереван            | Александр Махмутов Электросталь | Юрий Арбачаков Кемерово Рудик Казанджян Тбилиси         |
| Второй наилегчайший вес (до 51 кг)  | Анатолий Филиппов Чита        | Бейбут Есжанов Кокчетав         | Гамзат Ханбатыров Ленинград Тимофей Скрябин Кишинёв     |
| Легчайший вес (до 54 кг)            | Юрий Александров Невинномысск | Хвича Хдрян Тбилиси             | Галвез Сафарян Кировокан Альберт Казанджян Тбилиси      |
| Полулёгкий вес (до 57 кг)           | Мехак Казарян Ленинакан       | Александр Артемьев Ленинград    | Самсон Хачатрян Кировокан Александр Григорьев Чебоксары |
| Лёгкий вес (до 60 кг)               | Орзубек Назаров Кант          | Владимир Степанов Хабаровск     | Серик Нурказов Караганда Гари Акопян Димитровград       |
| Первый полусредний вес (до 63,5 кг) | Вячеслав Яновский Витебск     | Игорь Ружников Темиртау         | Игорь Арсин Москва Юрий Рыхлин Москва                   |
| Второй полусредний вес (до 67 кг)   | Василий Шишов Куйбышев        | Исраел Акопкохян Ереван         | Александр Островский Омск Гаджи Темирболатов Москва     |
| Первый средний вес (до 71 кг)       | Виктор Егоров Владимир        | Манвел Аветисян Ереван          | Усик Аристакесян Ереван Александр Панин Пенза           |
| Второй средний вес (до 75 кг)       | Станислав Смирнов Джезказган  | Дмитрий Болигузов Хабаровск     | Сергей Василенко Фергана Армен Карамян Ереван           |
| Полутяжёлый вес (до 81 кг)          | Юрий Ваулин Юрмала            | Нурмагомед Шанавазов Махачкала  | Виталий Качановский Киев Андрей Караваев Краснодар      |
| Тяжёлый вес (до 91 кг)              | Рамзан Себиев Грозный         | Александр Золкин Москва         | Евгений Судаков Димитровград Анжей Чолокян Майкоп       |
| Супертяжёлый вес (свыше 91 кг)      | Александр Ягубкин Донецк      | Александр Мирошниченко Кустанай | Вячеслав Яковлев Ленинград Валерий Абаджян Воронеж      |